# گرتا چیکولاری
گرتا چیکولاری (ایتالیایی: Greta Cicolari؛ زادهٔ ۲۳ اوت ۱۹۸۲) بازیکن زن والیبال ساحلی اهل ایتالیا بود. وی در بازی‌های المپیک تابستانی ۲۰۱۲ شرکت کرده‌است.